# Trisetum spicatum
Trisetum spicatum là một loài thực vật có hoa trong họ Hòa thảo. Loài này được (L.) K.Richt. miêu tả khoa học đầu tiên năm 1890.

## Hình ảnh

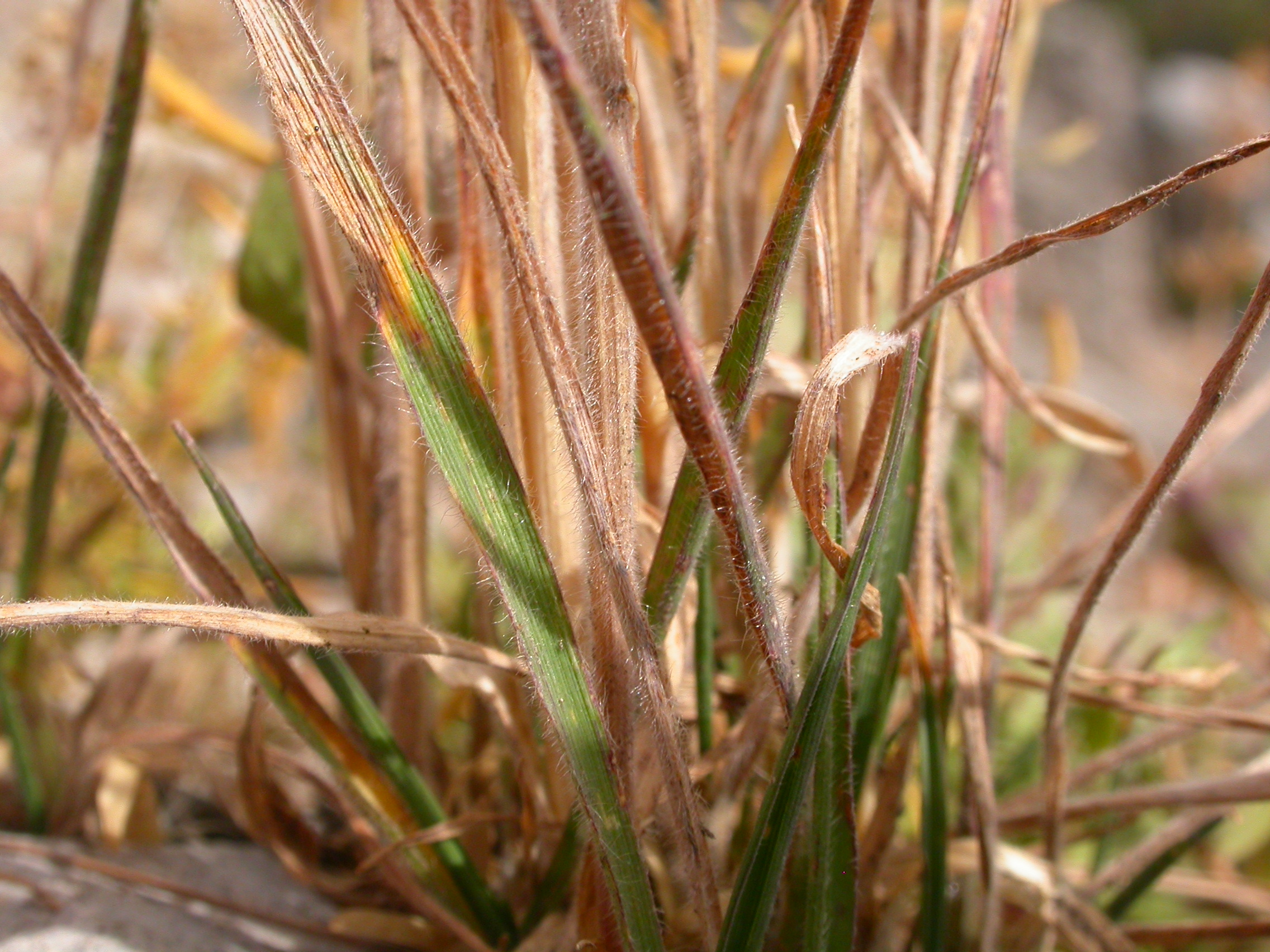
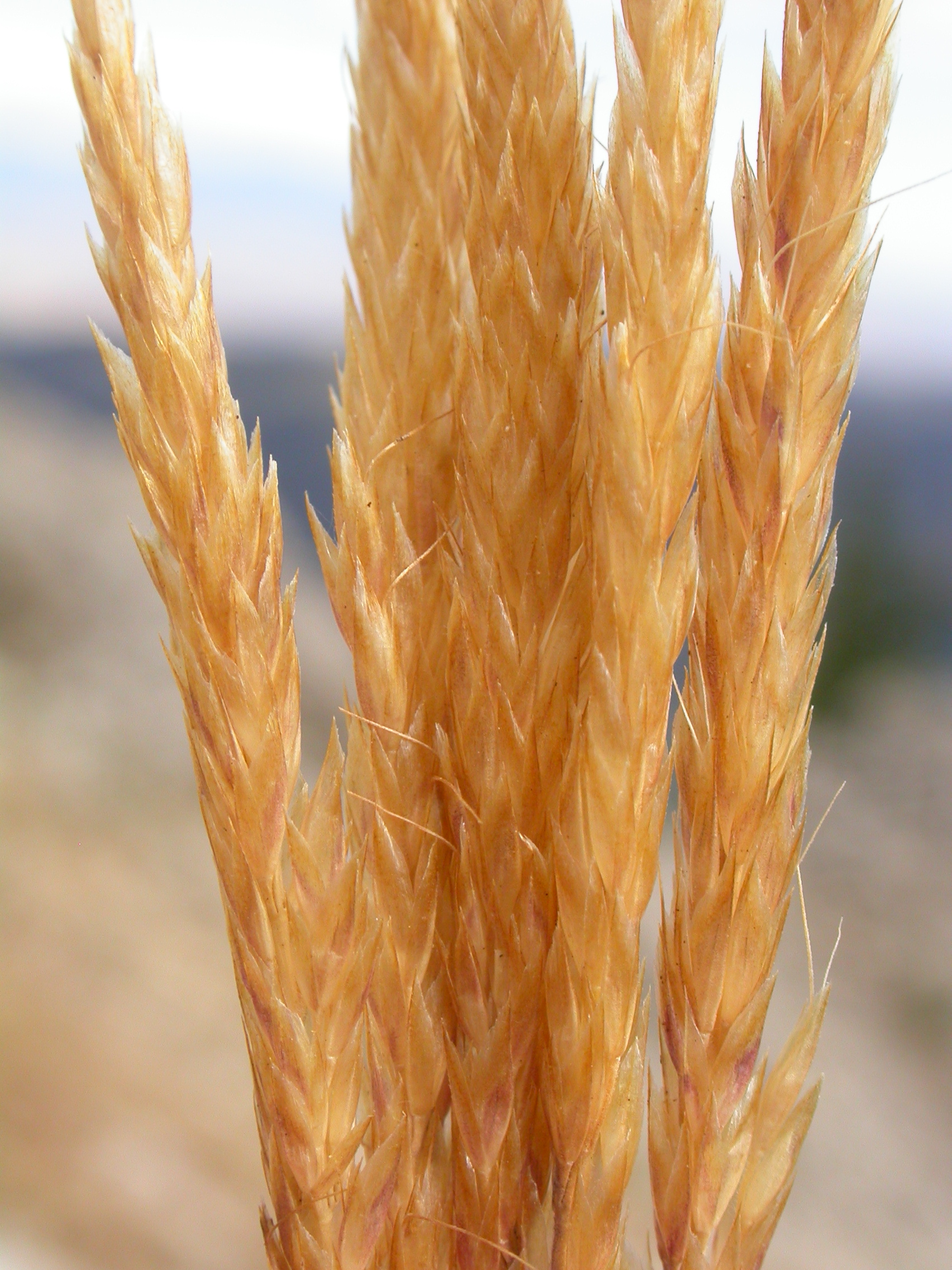
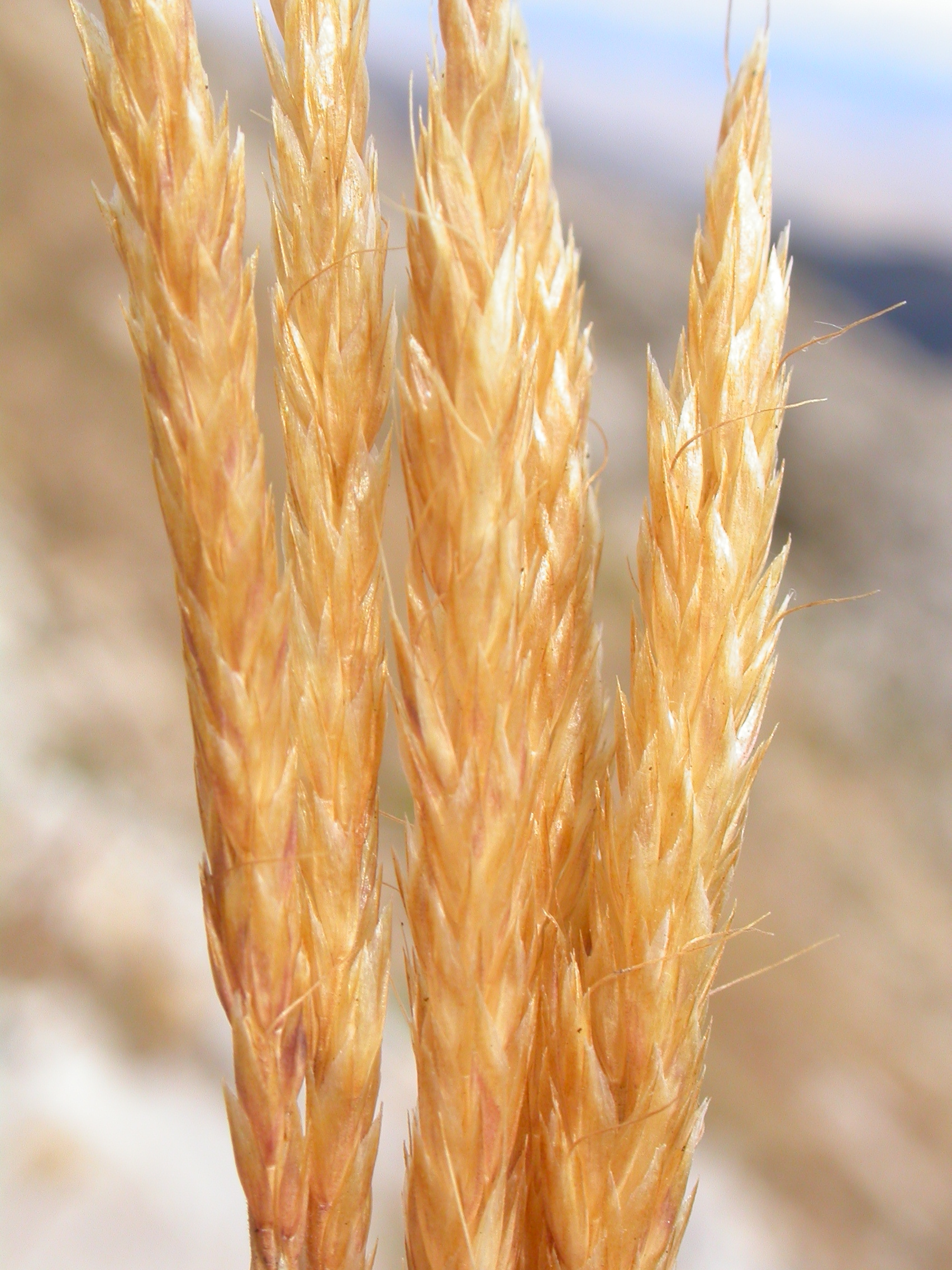